# Interventionsfonden för jordbruket
Interventionsfonden för jordbruket (finska: Maatalouden interventiorahasto), är en finländsk fond underställd jord- och skogsbruksministeriet. 
Enligt lagen om interventionsfonden för jordbruket av 1994 finns fonden till för betalning av utgifter som förorsakas av exportstöd, interventionslagring, stöd för privat lagring, prissänkningar samt andra åtgärder enligt Europeiska unionens gemensamma jordbrukspolitik som påverkar marknaden för jordbruksprodukter. 